# Bephratoides
Bephratoides is een geslacht van vliesvleugeligen uit de familie Eurytomidae. De wetenschappelijke naam van dit geslacht is voor het eerst geldig gepubliceerd in 1909 door Brues.

## Soorten
Het geslacht Bephratoides omvat de volgende soorten:
- Bephratoides agrili (Ashmead, 1894)
- Bephratoides bakeri (Burks, 1971)
- Bephratoides brevigaster Subba Rao, 1978
- Bephratoides consobrinus (Girault, 1913)
- Bephratoides maculatus Brues, 1909
- Bephratoides striatipes (Ashmead, 1904)
- Bephratoides trinidadensis Subba Rao, 1978